# Fionnula Flanagan
Fionnghuala Manon 'Fionnula' Flanagan (Dublin, 10 december 1941) is een Iers actrice. Zij won in 1976 een Emmy Award voor het spelen van Clothilde in de dramaserie Rich Man, Poor Man. Daarnaast kreeg ze in 2002 een Saturn Award haar bijrol als Mrs. Bertha Mills in de bovennatuurlijke thriller The Others en in 2008 een Satellite Award voor die als Rose Caffee in de misdaadserie Brotherhood.
Flanagan maakte in 1967 haar filmdebuut als Gerty MacDowell in Ulysses, naar het gelijknamige boek van James Joyce. Sindsdien speelde ze meer dan dertig filmrollen, meer dan 45 inclusief die in televisiefilms. Daarnaast vertolkte Flanagan wederkerende personages in meer dan zeventig afleveringen van verschillende televisieseries. Haar meest omvangrijke rollen hierin waren die in Brotherhood, To Have & to Hold  en How the West Was Won . Ze had eenmalige gastoptredens in onder meer Kojak, The Bionic Woman, Cagney & Lacey, Columbo, Star Trek: Deep Space Nine, Star Trek: The Next Generation, Chicago Hope, Star Trek: Enterprise, Law & Order: Special Victims Unit en Nip/Tuck.
Flanagan trouwde in 1972 met Garrett O Connor.

## Filmografie
*Exclusief 15+ televisiefilms
- The Hunger Games: The Ballad of Songbirds & Snakes (2023)
- Defiance (2013)
- A Christmas Carol (2009)
- The Invention of Lying (2009)
- Yes Man (2008)
- Slipstream (2007)
- The Payback (2006)
- Four Brothers (2005)
- Sexual Life (2005)
- Transamerica (2005)
- Man About Dog (2004)
- Blessed (2004)
- One of the Oldest Con Games (2004)
- Tears of the Sun (2003)
- Divine Secrets of the Ya-Ya Sisterhood (2002)
- The Others (2001)
- With or Without You (1999)
- Il gioco (1999, aka Deceit)
- Waking Ned (1998)
- Paperlily (1998)
- Some Mother's Son (1996)
- Money for Nothing (1993)
- Mad at the Moon (1992)
- P.K. and the Kid (1987)
- A State of Emergency (1986)
- Youngblood (1986)
- James Joyce's Women (1985)
- Reflections (1984)
- The Ewok Adventure (1984)
- Voyager from the Unknown (1982)
- Mr. Patman (1980)
- In the Region of Ice (1976)
- Sinful Davey (1969)
- Ulysses (1967)

## Televisieseries
*Exclusief eenmalige gastrollen
- Lost - Eloise Hawking (2007-2009, vijf afleveringen)
- Brotherhood - Rose Caffee (2006-2008, 22 afleveringen)
- Paddywhackery - Peig Sayers (2007, zes afleveringen)
- Revelations - Mother Francine (2005, vier afleveringen)
- Poltergeist: The Legacy - Verteller (1998-1999, drie afleveringen)
- To Have & to Hold - Fiona McGrail (1998, dertien afleveringen)
- Murder, She Wrote - Eileen O'Bannon e.a. (1987-1995, vier afleveringen)
- Beauty and the Beast - Jessica Webb (1990, twee afleveringen)
- Hard Copy - Lt. Guyla Cook (1987, vier afleveringen)
- How the West Was Won - Molly Culhane (1979, elf afleveringen)

- Bibsys: 6083162
- Biblioteca Nacional de España: XX1126693
- Bibliothèque nationale de France: cb13949402x (data)
- Catàleg d'autoritats de noms i títols de Catalunya: 981058510355506706
- Gemeinsame Normdatei: 141256346
- International Standard Name Identifier: 0000 0001 0921 9007
- Library of Congress Control Number: no98088746
- MusicBrainz: 3523f1e1-abd0-4e44-99a0-66dd3f4dcc79
- Nationale Bibliotheek van Tsjechië: xx0078291
- Nationale Bibliotheek van Israël: 987007330135505171
- Système universitaire de documentation: 083494626
- Virtual International Authority File: 85815232
- WorldCat: E39PBJptY8dHcHk7fTMd69tR8C